# ライデルレイ・サパタ
ミゲル・ライデルレイ・サパタ・サンターナ（スペイン語: Miguel Rayderley Zapata Santana、1993年5月26日 - ）は、ドミニカ共和国・サントドミンゴ出身、スペイン国籍の男子体操競技選手。東京オリンピックゆか銀メダリスト。

## 経歴
ドミニカ共和国の首都サントドミンゴ出身だが、幼少時にスペインに移住した。11歳の時にカナリア諸島のランサローテ島からバルセロナに引っ越し、バルセロナ近郊のサン・クガ・ダル・バリェスでオリンピック金メダリストのヘルバシオ・デフェルやビクトル・カノなどの指導を受けた。
2015年にアゼルバイジャンのバクーで開催されたヨーロッパ競技大会ではゆかで金メダルを獲得し、同年にスコットランドのグラスゴーで開催された世界体操競技選手権ではゆかで銅メダルを獲得した。2016年にはブラジルのリオデジャネイロで開催されたリオデジャネイロオリンピックに出場したが、予選で12人中11位に終わり決勝に進めなかった。2018年にスペインのタラゴナで開催された地中海競技大会では、ゆかで金メダルを獲得したほか、男子団体でも金メダルを獲得した。
2021年に日本の東京で開催された東京オリンピックではゆかで銀メダルを獲得した。